# Faith Hill
Audrey Faith McGraw (djevojački Perry; Ridgeland, Mississippi, SAD, 21. rujna 1967.), profesionalno poznata kao Faith Hill, američka je pjevačica i glazbena producentica. Ona je jedna od najuspješnijih country glazbenih umjetnica svih vremena, prodavši više od 40 milijuna albuma diljem svijeta. Faith Hill udana je za američkog pjevača Tima McGrawa s kojim je snimila nekoliko dueta.
Njezina prva dva albuma, „Take Me as I Am” (1993.) i „It Matters to Me” (1995.), bili su veliki uspjesi, postigavši zajedno tri prva mjesta na Billboard Country ljestvici. Zatim je postigla mainstream i međužanrovski uspjeh sa svoja sljedeća dva albuma, „Faith” (1998.) i „Breathe” (1999.). Faith je postigla svoj prvi međunarodni uspjeh početkom 1998., pjesmom „This Kiss”, dok je „Breathe” postao jedan od najprodavanijih country albuma svih vremena, potaknut ogromnim uspjehom pjesama „Breathe” i „The Way You Love Me”. Masovno se prodao diljem svijeta i donio joj tri Grammyja.
Godine 2001. snimila je pjesmu „There You'll Be” za glazbu za film „Pearl Harbor” i postigla međunarodni uspjeh. To je njezin najprodavaniji singl u Europi. Sljedeća dva albuma, „Cry” (2002.) i „Fireflies” (2005.), bili su komercijalni uspjesi; prvi je producirao još jedan žanrovski singl, „Cry”, koji je Faith Hill donio nagradu Grammy, a drugi album je producirao singlove „Mississippi Girl” i „Like We Never Loved at All”, koji su joj donijeli još jednu nagradu Grammy.
Faith Hill osvojila je pet nagrada Grammy, 15 nagrada Akademije za country glazbu, šest nagrada „American Music Awards” i nekoliko drugih nagrada. Njezina turneja Soul2Soul II 2006. sa suprugom Timom McGrawom postala je jedna od najprofitabilnijih turneja po SAD-u svih vremena.
Godine 2001., časopis „Ladies Home Journal” proglasio ju je jednom od "30 najmoćnijih žena u Americi". Godine 2009., „Billboard” ju je proglasio najboljom suvremenom umjetnicom 2000-ih, kao i 39. najboljom umjetnicom. Od 2007. do 2012., Faith Hill dala je glas uvodnoj pjesmi za NBC-jevu emisiju „Sunday Night Football”. Godine 2019. dobila je zvijezdu na Hollywoodskoj stazi slavnih.